# Arduino Bertoldo
Arduino Bertoldo (* 30. Dezember 1932 in Castelnovo di Isola Vicentina, Provinz Vicenza, Italien; † 3. April 2012 in Vicenza) war römisch-katholischer Bischof von Foligno.

## Leben
Arduino Bertoldo empfing nach seinem Studium der Theologie und Philosophie an der Päpstlichen Universität Urbaniana am 22. März 1958 die Priesterweihe. Er war Vikar in Civita Castellana und Sekretär des Bischofs sowie Direktor des collegio di Pian Paradiso, einer Einrichtung zur Eingliederung junger Menschen in ein Beschäftigungsverhältnis.
Papst Johannes Paul II. ernannte ihn am 10. Oktober 1992 zum Bischof von Foligno. Die Bischofsweihe spendete ihm der Bischof von Civita Castellana, Divo Zadi, am 21. November 1992 in der Kathedrale von Civita Castellana; Mitkonsekratoren waren Decio Lucio Grandoni, Bischof von Orvieto-Todi, und Giovanni Benedetti, emeritierter Bischof von Foligno. Die feierliche Amtseinführung (Inthronisation) fand am 20. Dezember 1992 statt. In der Konferenz der Bischöfe von Umbrien (CEU) war er verantwortlich für die wirtschaftliche Unterstützung der Kirche, der Liturgie und der Laien.
Am 20. Juni 1993 und nach dem Erdbeben am 3. Januar 1998 besuchte Papst Johannes Paul II. das Bistum auf Einladung von Bischof Bertoldo. 
Bertoldo engagierte sich für die Bevölkerung nach dem Erdbeben vom 26. September 1997, das weite Teile Umbriens betraf und Foligno schwer beschädigte. Während das 30 Kilometer entfernte Assisi mit großem Aufwand restauriert wurde, waren in Foligno wie auch im Umland noch lange Jahre die Folgen des Erdbebens sichtbar; daraus resultierten viele Einschränkungen für die heimische Bevölkerung. Das Episkopat von Bertoldo war geprägt durch die Phase des Wiederaufbaus.
Am 3. Juli 2008 nahm Papst Benedikt XVI. sein aus Altersgründen vorgebrachtes Rücktrittsgesuch an. Bis zur Amtseinführung seines Nachfolgers am 5. Oktober desselben Jahres leitete er das Bistum Foligno als Apostolischer Administrator.